# Vallören
Vallören inclusief Norreven  is een Zweeds zandbank behorend tot de Lule-archipel. Het eiland ligt aan de noordwestzijde van Storbrändön. Samen met Blockören en Västangrunden is het een beschermd vogelgebied. Het heeft geen oeververbinding en is onbebouwd.